# Fritz Becker (Fechter)
Fritz Becker (* vor 1928; † nach 1951) war ein deutscher Florettfechter, der beim Fecht-Club Hermannia Frankfurt focht. Er wurde vierfacher deutscher Mannschaftsmeister und nahm an den ersten Weltmeisterschaften 1937 in Paris teil.
Becker erreichte mehrmals die Finalrunde der deutschen Einzelmeisterschaften im Florett, seine beste Platzierung war ein fünfter Platz bei den Meisterschaften des Jahres 1937. Mit der Mannschaft des FC Hermannia Frankfurt gewann er die Florettmannschaftsmeisterschaften 1928, 1930, 1937 und 1938.
Im Jahr 1937 nahm Becker an den Weltmeisterschaften in Paris teil. Im Einzel schied er in der Zwischenrunde aus, mit der Mannschaft (neben Becker noch Richard Liebscher, Siegfried Lerdon, Julius Eisenecker, August Heim und Erwin Casmir) belegte er den vierten Platz, wurde jedoch nur zwei Mal eingesetzt und konnte keines seiner Gefechte gewinnen.
Mit der Mannschaft des FC Hermannia Frankfurt wurde er am 7. Dezember 1951 mit dem Silbernen Lorbeerblatt ausgezeichnet.